# Брек Шей
Брек Шей (англ. Brek Shea, нар. 28 лютого 1990, Коледж-Стейшн) — американський футболіст, півзахисник клубу «Інтер» (Маямі).
У складі збірної — володар Золотого кубка КОНКАКАФ.

## Клубна кар'єра
Народився 28 лютого 1990 року в місті Коледж-Стейшн, Техас. Вихованець футбольної академії «Бредентон Академікс».
У дорослому футболі дебютував 2008 року виступами за команду клубу «Даллас», в якій провів чотири сезони, взявши участь у 98 матчах чемпіонату. Більшість часу, проведеного у складі «Далласа», молодий півзахисник був основним гравцем команди.
Своєю грою за цю команду привернув увагу представників тренерського штабу клубу «Сток Сіті», до складу якого приєднався 31 січня 2013 року, уклавши з клубом зі Сток-он-Трента контракт на 4,5 роки. Протягом наступного року провів за головну команду «Сток Сіті» лише 3 гри у Прем'єр-лізі.
1 січня 2014 року був орендований друголіговим англійським «Барнслі». Втім вже 10 березня 2014 року, провівши за команду цього клубу лише 8 матчів, був відправлений назад до «Сток Сіті» через конфлікт з уболівальниками «Барнслі», що виник після поразки команди від «Гаддерсфілд Тауна» з розгромним рахунком 0:5.

## Виступи за збірні
2005 року дебютував у складі юнацької збірної США, взяв участь у 19 іграх на юнацькому рівні.
Протягом 2007—2009 років залучався до складу молодіжної збірної США. На молодіжному рівні зіграв у 12 офіційних матчах, забив 4 голи.
2010 року дебютував в офіційних матчах у складі національної збірної США. Наразі провів у формі головної команди країни 34 матчі, забивши 4 голи.
У складі збірної був учасником розіграшу Золотого кубка КОНКАКАФ 2013 року у США, здобувши того року титул континентального чемпіона.

## Титули і досягнення
- Володар Золотого кубка КОНКАКАФ (1):

2013